# Agrobacterium tumefaciens
Agrobacterium tumefaciens (danh pháp đồng nghĩa Rhizobium radiobacter, Agrobacterium radiobacter) là tác nhân gây ra khối u ở hơn 140 loài thực vật hai lá mầm thực sự. Đây là vi khuẩn dạng que, Gram âm trong đất. Triệu chứng bệnh là do một đoạn DNA nhỏ (gọi là T-DNA, viết tắt của 'transfer DNA', không lầm lẫn với tRNA chuyên chở amino acid trong tổng hợp protein) được chèn vào tế bào cây, gắn vào một vị trí bán bất kì trong bộ gen.
A. tumefaciens là một alphaproteobacteria của họ Rhizobiaceae, cùng với các vi khuẩn cộng sinh rau củ cố định đạm. Khác với những vi khuẩn cố định đạm kia, các loài Agrobacterium là mầm bệnh, không giúp gì cho cây. Sự đa dạng chủng loài mà Agrobacterium ảnh hưởng làm nó trở thành một mối bận tâm lớn trong nông nghiệp.